# ألبير لابراد
ألبيغ لاپغاد (بالفرنسية: Albert Laprade؛ 29 نوفمبر 1883 - 9 مايو 1978) كان معماريا فرنسيا وربما أكبر سبب شهرته هو قصر الباب المذهب. خلال حياة مهنية طويلة، خاض مشاريع تجديد مدني بالإضافة إلى أشغال صناعية وتجارية ضخمة. وكفنان موهوب، أصدر سلسلة من دفاتر الرسم المعماري في فرنسا ودول متوسطية أخرى.

## سيرة ذاتية

### ولادة وتربية
ولد ألبير لابراد في بوزانساي بإقليم أندر الفرنسي يوم 29 نوفمبر 1883. والده كان متجر البقالة بالجملة ووالدته كانت خياطة وكان طفلا وحيدا. تخرج من ليساي عام 1900 ثم انتقل إلى باريس حيث حثه زوج خالته، أغناست كلاغاي وهو معماري وأستاذ بالغوبلان، على الدراسة ليلتحق بالمدرسة الوطنية العليا للفنون الجميلة. في 1905، قبل في استوديو گاستو غادو ثم تتلمذ على يد ألبيغ توغناغ. كان تلميذا رائعا وفاز بجوائز كثيرة. حصل على شهادته كمهندس معماري عام 1907.

### مهنة باكرة

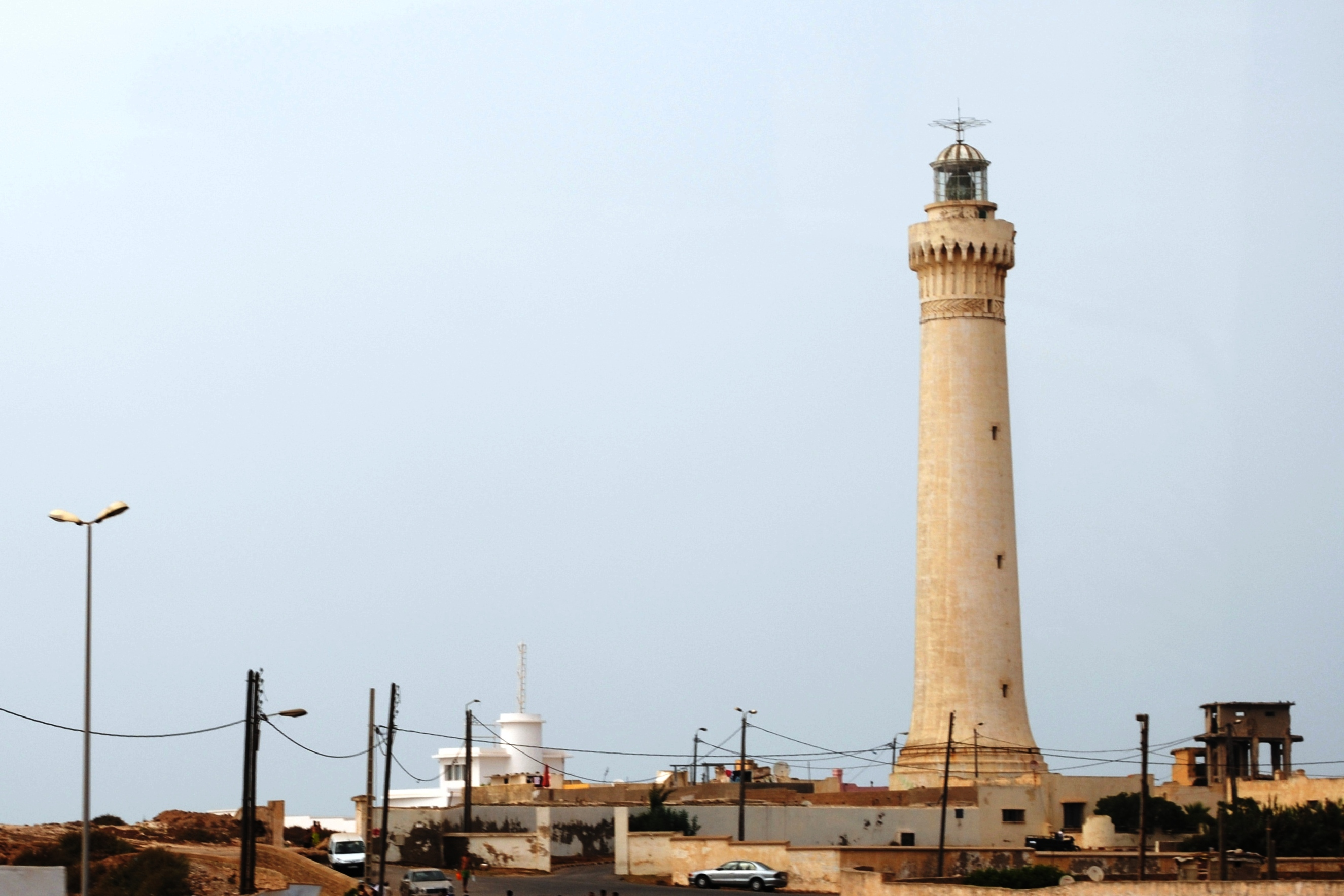
منارة العنق في الدار البيضاء، التي صممها لاپغاد وأنغي بغوست عام 1916

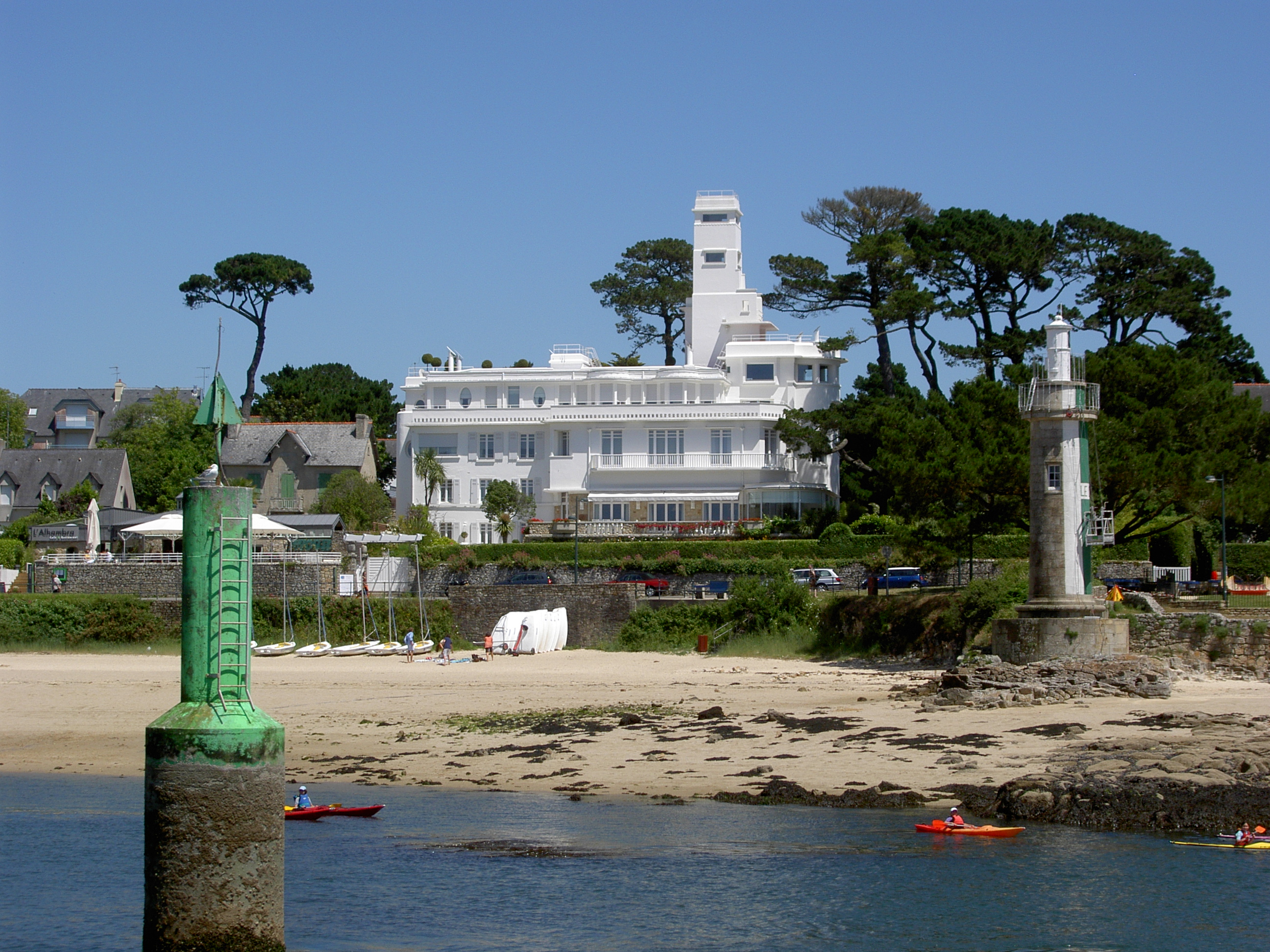
فندق لو ميناريت (فيلا ماجدالينا سابقا), بينودي, برطانية (1926-1928)

بين 1910 و1914، عمل لاپراد في استوديو غاناي ساغجان، زوج خالته، الذي صمم منازلَ وقصورا مزينة بأسلوب لويس الخامس عشر. عمل كذلك مع هنري بروست. جُنّد عام 1914 مع اندلاع الحرب العالمية الأولى. في 1915، أصيب ولم يتمكن من الرجوع إلى ساحة المعركة. رتب بغوست لانتقال لاپغاد إلى المغرب ليكون مساعدا له.
عمل تحت إشراف بغوست في قسم تخطيط المدن، وكلف بإعادة تصميم الحديقة المركزية في الدار البيضاء، ثم تخطيط بلدية جديدة للمحليين (المغاربة). أولا، رسم لاپغاد الأنماط المعمارية المحلية (المغربية) كثيرا سعيا إلى فهم التفاعل بين العناصر النمطية والوظائف الاجتماعية. أهدف إلى أن يطور أسلوبا معماريا حضريا أنيقا مبنيا على التقنية الحديثة يناسب نمط حياة وأذواق الشعب المغربي. مدينته (بمعنى الحي للمحليين) الجديدة كانت منفصلة عن أحياء الأوروبيين واختلفت كثيرا من ناحية التصميم. اتبع لاپغاد تقاليد المغاربة فيما يخص فصل الفناء الداخلي عن الأوساط العامة في الشارع. حي الأحباس كما كان يسمى بعد ذلك، بأسلوب إحياء المعمارية المغربية باستخدام المواد والتقانات والمبادئ الصحية المعاصرة، تضمنَ أرصفة للمشاة والرياضات والأسواق والأفران المشتركة والمساجد والمدارس والحمامات العامة.
في 1917، ذهب لاپغاد إلى الرباط حيث ساعد في تصميم مقر الإقامة العامة وحدائقه، والديوانين العسكري والديبلوماسي، وحديقة ومساحة رياضية، ومسكن المقيم العام. في هذا الأخير، أدرج مبادئ من المعمارية المغربية تأكدا من الانسجام مع المباني المحيطة به. أوغوست كاداي وأدموند بغيون اضطلعا بمشروع تصميم المدينة المغربية في الدار البيضاء، الذي انطلق عام 1919 واستغرق عدة سنوات. قابل لاپغاد الكثير من زبائنه المستقبليين وهو في المغرب. رسوماته تزين كتاب جون گالوتي بعنوان الحدائق والمنازل العربية في المغرب (1926).
عاد إلى فرنسا في 1920 وواصل مهنته المعمارية.

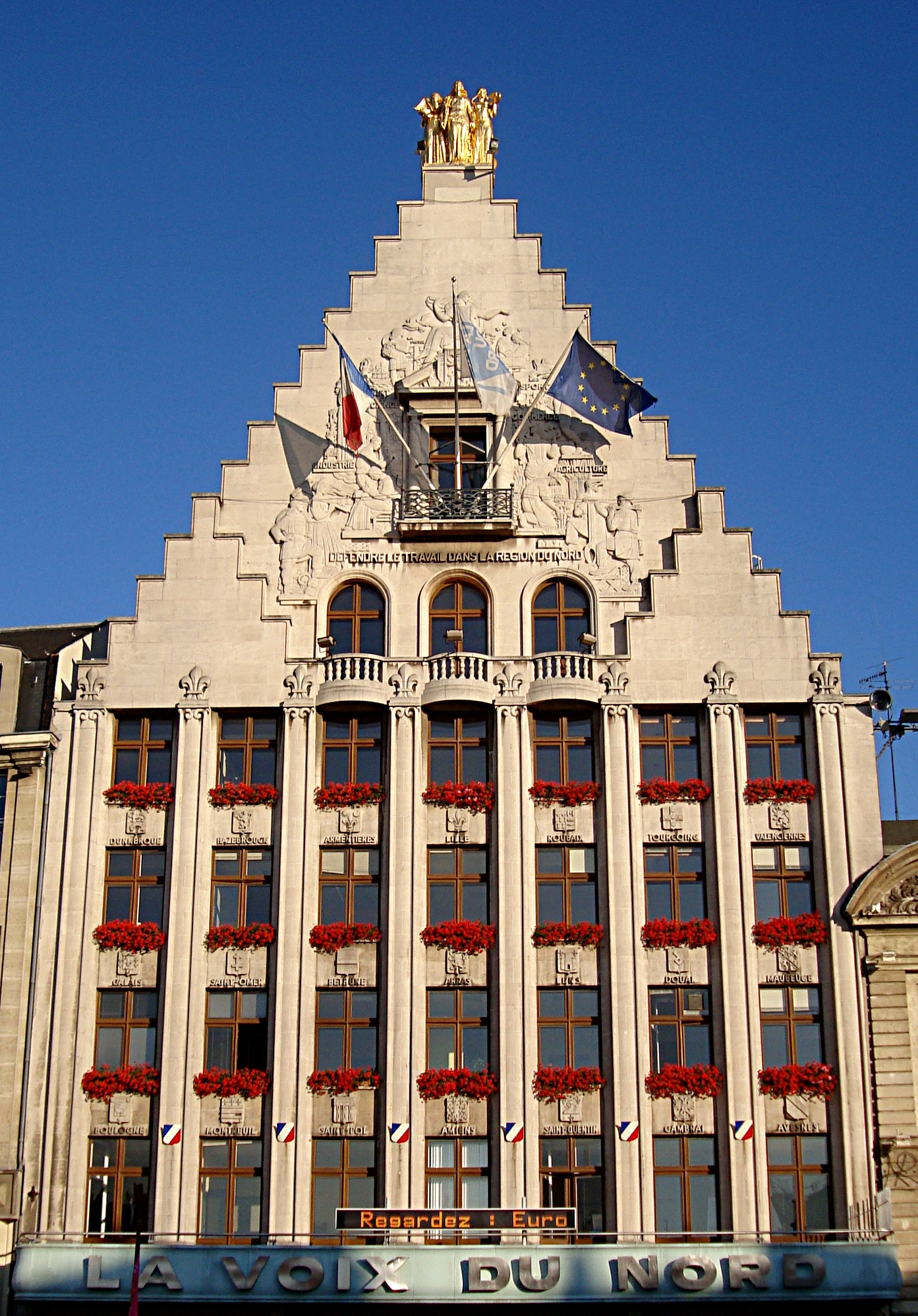
Façade of the Voix du Nord building in Lille (1936), following the local tradition of crow-stepped gables.

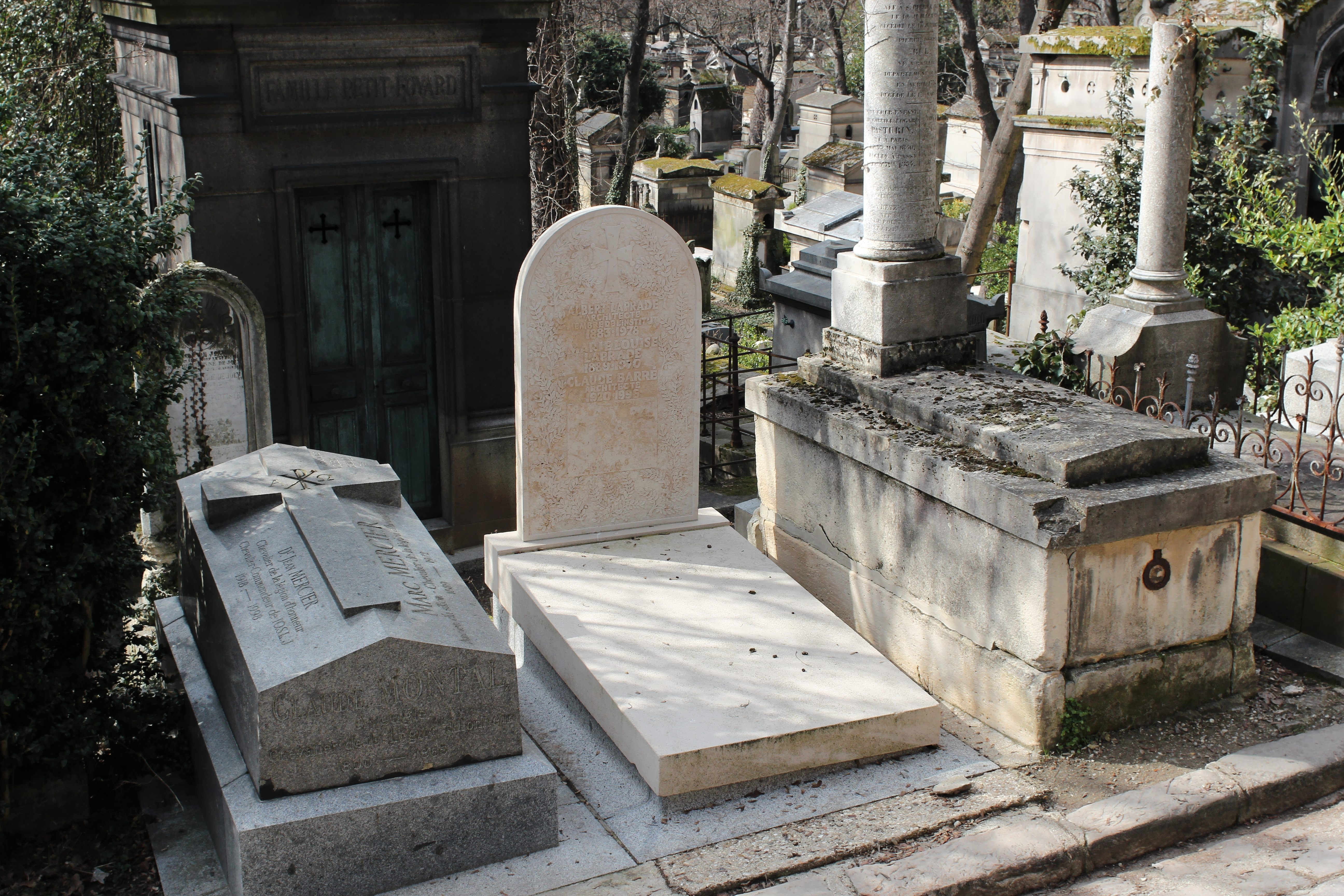
قبر لاپغاد بمقبرة بير لاشيز في باريس

## أعمال

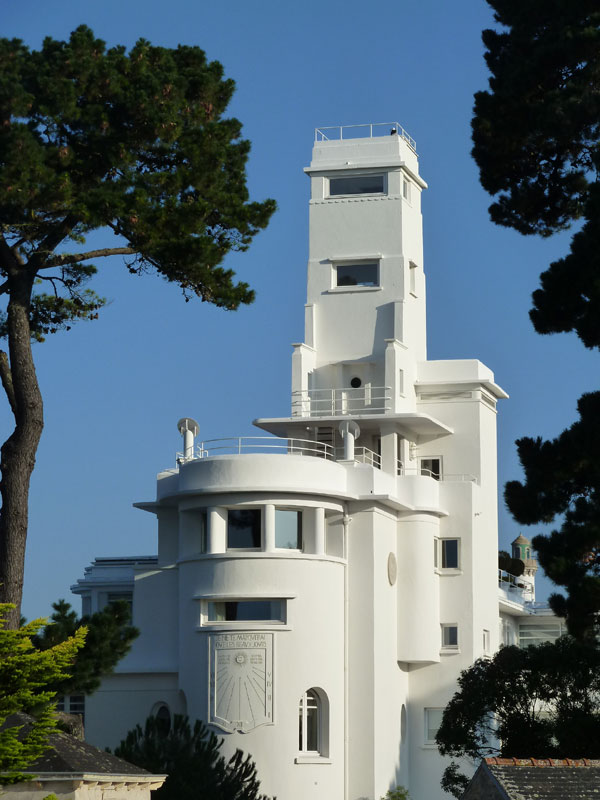
Villa Magdalena, today the Hôtel le Minare, Bénodet, Brittany (1926-1928)

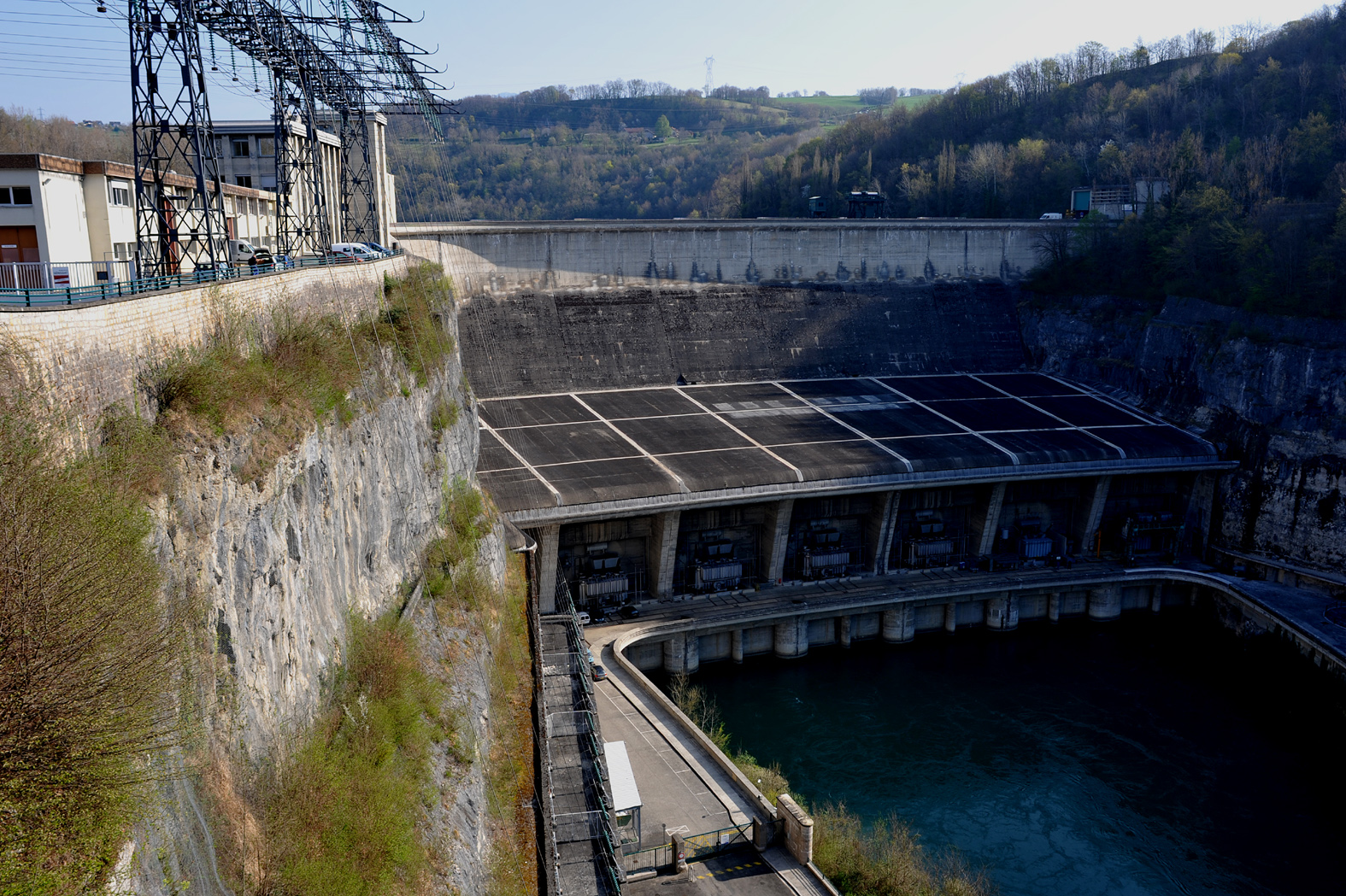
Génissiat dam on the Rhône (1939-1950)

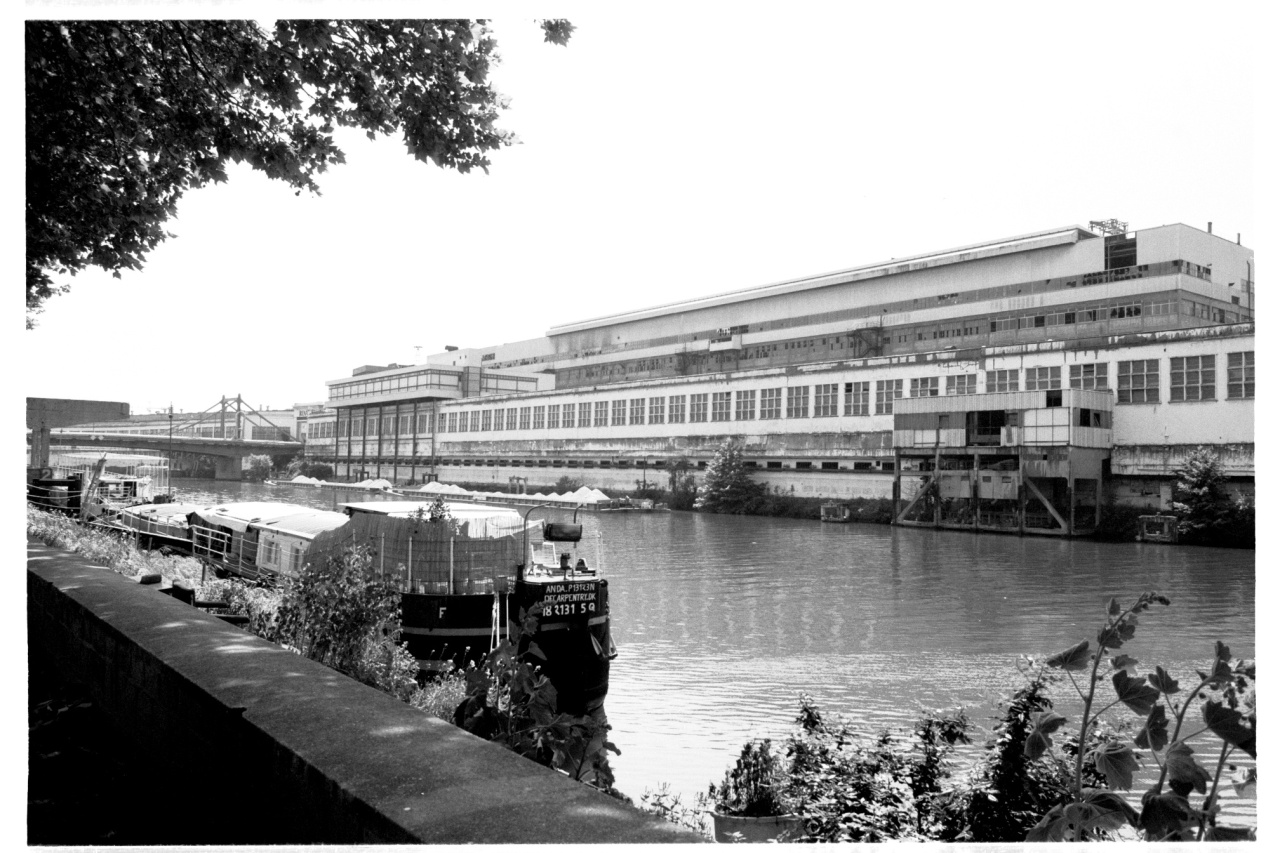
Renault factories on Seguin island at Boulogne-Billancourt (1944-1951)

مثلت أعمال لاپغاد خلال حياته المهنية الكثير من تغيرات المعمارية في القرن العشرين، ولكنه دام محافظا على مبادئ الجمال والميزان والتناسب. تصارع لاپغاد ومعماريون آخرين عاصروه مع تحديات بناء مباني معاصرة في باريس دون أن يفسدوا انسجام العمارة في المدينة. 
توجب على لاپغاد كذلك أن يتعامل كذلك مع مسألة كيفية تأقلم الفرنسيين مع الأساليب المحلية في المستعمرات. في 1928، وصف لاپغاد الأسلوب الجديد الناشئ في المغرب بأنه «تجميع لروحنا اللاتينية وحبنا للفن المحلي الأصيل.» اعتبر لاپغاد أن هدف المعماري هو اندماج «مبادئ نوعية الأجواء المحيطة» مع «نمط حياة كامل.» كان يعتبر العمارة حية، وأنها يجب أن تقدم مشعرا.
كان يؤمن بأهمية تنوع وتعقد البيئة الحضرية بدلا من اتساقها، ويعارض التخريب باسم تطوير الأحياء القديمة. 

## أعمال مختارة
- 1916 منارة العنق، الدار البيضاء، مع هنري بروست
- 1916-1921: حديقة ليوطي، الدار البيضاء، مع هنري بروست
- 1918-1924: الإقامة العامة، مقر الحكومة الفرنسية في الرباط
- 1920: Reconstruction of the Château de Gerbéviller
- 1924: Restoration of the Château de la Chaise
- 1925: Jardins des Nympheas and Jardins des Oiseaux for the 1925 International Exposition des Arts Décoratifs et Industriels Modernes in Paris
- 1925-1929: works for a fertilizer factory, Berry-Bouy
- 1925-1930: the Marquise Maurigi Villa, Port Cors
- 1926-1928: Villa Magdalena and garden, Bénodet, Brittany
- 1927 Villa Dardiali, Pyla-sur-Mer
- 1931: Pavilion for French overseas territories in the Paris Colonial Exhibition, the Palais de la Porte Dorée, which now houses the Cité nationale de l'histoire de l'immigration
- 1932: Foundation of Abreu Grancher in the Student Village Cité Internationale Universitaire de Paris
- 1933-1935: Workers' settlement in Colombe
- 1933-1937 French Embassy in Ankara, with Léon Bazin
- 1935: Monument for Hubert Lyautey, Casablanca
- 1936: La Voix du Nord newspaper building, Lille.
- 1937: Iraqi pavilion at the World Exhibition in Paris
- 1939: Villa Prince Murat, Fédala (Mohammedia), Morocco. Built for prince Charles Murat (16 June 1892 - 24 November 1973). Destroyed in June 2013.[4]
- 1941: Place d'Armes, Valenciennes
- 1947: Seyssel Dam
- 1945-1960: Civic Center in Lille, with other architects
- 1949-1951: Lucien Paye Residence, Cité Internationale Universitaire de Paris, in collaboration with Jean Vernon and Bruno Philippe
- 1949-1953 House of Morocco, Cité Internationale Universitaire de Paris, in collaboration with Jean Vernon and Bruno Philippe
- 1950-1962: Workers settlement in Le Creusot
- 1951-1954: Memorial for Jean Giraudoux, Bellac
- 1955-1966: Civic Center in the 4th arrondissement of Paris, including the Paris Prefecture
- Compagnie parisienne d'électricité at 76 rue de Rennes.
- 1957 Monument to Victor Hugo, Paris
- 1959-1964: Archives de la Seine, Paris, with René Fontaine
- 1965: Hilton Hotel, Orly

1. 1 2  Gilles Ragot (13 Dec 2017). "Laprade, Albert". Grove Art Online (بالإنجليزية). DOI:10.1093/GAO/9781884446054.ARTICLE.T049336. QID:Q103947949.
2. 1 2  GeneaStar | Albert Laprade، QID:Q98769076
3. ↑  Gérard 2004.
4. ↑  Boustani 2013.